# Tanacetum tabrisianum
Tanacetum tabrisianum là một loài thực vật có hoa trong họ Cúc. Loài này được (Boiss.) Sosn. & Takht. miêu tả khoa học đầu tiên năm 1945.